# 活性汚泥
活性汚泥（かっせいおでい）とは、人為的・工学的に培養・育成された好気性微生物群を含んだ「生きた」浮遊性有機汚泥の総称であり、排水・汚水の浄化手段として下水処理場、し尿処理場、浄化槽ほかで広く利用されている。
活性汚泥のほかに浮遊物などを含んだ廃棄物は、汚泥として総称される。

## 概要
活性汚泥は、下水中に存在していた微生物が、有機物の分解や酸素の供給（曝気、ばっき）により爆発的に繁殖・増殖を行うことにより生じる。これにより下水中の有機性汚濁が減少し、分離処理される。
活性汚泥中では細菌、菌類、原生動物、後生動物など多様な生物種が互いに共生・捕食関係にあると考えられている。これら微生物の代謝に有機物や一部の無機塩類が必要となることを利用し、水中汚濁物質としてのそれらを酸化分解または吸収分離することで汚水を浄化する。
正常な活性汚泥では微生物の集合体が数mm程度の綿くず状となり、水中を漂う現象が観察される。これをフロックと称し、その性状は下水処理場など工学的な汚水浄化を行う施設では管理上重要なポイントとなる。有機物を主体とする汚濁物質はまずフロックに物理的な作用で吸着されたのち、一部は微生物群により加水分解され、代謝系へ取り込まれると考えられている。
活性汚泥の性状は多様で、色調ひとつをとっても黄土色から黒褐色あるいはレンガ色など様々であり、その他の指標も含め、処理させている汚水の成分、季節、あるいは装置の運転条件によって変化する。時には工学的な運転条件を維持できなくなるほどの変化を生じる場合もあり、活性汚泥法における重要な留意点となっている。

## 歴史
- 1882年　活性汚泥法の基礎となる研究が開始される。
- 1912～1915年　アメリカ、イギリスで活性汚泥法が実用レベルに確立され、汚水処理施設の建設も行われる。
- 1930年　日本最初の活性汚泥法による下水処理施設として、堀留処理場が名古屋で運転開始。
- 1971年　本田技研工業 浜松製作所に日本初となる活性汚泥方式の総合排水処理場が建設される。

## 構成生物
光学顕微鏡で観察可能な原生動物、後生動物に関しては、管理指標として有用であることからかなり研究分類も進んでいて、親しみやすい名を持つツリガネムシ、ゾウリムシの類もしばしば観察される。
しかし浄化の主役である細菌に関しては、活性汚泥に含まれるもののDNAを解析したところ、実に9割が未知のものであったとの報告があるなど、大部分が未解明である。フロックの主体となる細菌の集合体をズーグレア(zoogloea)と称するが、これは特定の種を示すものではなくむしろその形状に対する呼称と言うべきである。
基本的に、種の同定に重要な分離培養が他種と共生関係にある生物では困難であり、活性汚泥中ではこの共生関係にある生物が多いためと推測されている。それでも一部の細菌種については、処理状態の指標とするために検出キットが開発・販売されるなど、解明の努力も進められている。

## 活性汚泥法

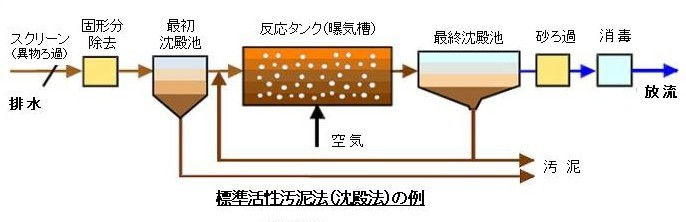

活性汚泥を用いた排水処理を一般に活性汚泥法と称する。微生物に酸素を与える（方式によっては、一時的にあえて与えない）手法と、活性汚泥を水に混合し、その後分離する工程の形態により分類されている。酸素を与えるための水槽を曝気槽、又は好気槽と呼び、方式あるいは製造者により多様である。
鉄筋コンクリートや鋼板製の水槽（曝気槽）中に活性汚泥を入れ、送風機で空気を送り込む（底から気泡が出る、観賞魚用の水槽に似ている）。ここへ汚水を少しずつ流入させれば、汚水に含まれる汚濁物質が微生物の餌となる。流入した汚水と同じ量だけ、活性汚泥を含む水があふれ出るので、別の水槽に流れ込ませる。これを沈殿槽、沈殿池と呼び、活性汚泥は比重が水よりやや重いため、底へ沈んでたまる。これをポンプなどで曝気槽へ返す（返送汚泥）。これらを連続して行えるように設計された、一連の設備を用いる。
- 標準活性汚泥法　増殖速度が大きい時期の微生物が主体となる。
- 長時間エアレーション法　活性汚泥中の食物連鎖が長くなり、内生呼吸の占める割合が大きい。
- オキシデーションディッチ（OD）法　無酸素運転により、窒素を代謝する細菌が増えやすい。
- ステップエアレーション法　脱窒素を行う場合は、硝化・脱窒を行う細菌種が中心となる

## ASM(Activated Sludge Models)
活性汚泥法の計画・運用に際してシミュレーションに用いる数学モデルをASM（活性汚泥モデル）と称する。IWAによって提唱された。1986年に炭素及び窒素をシミュレーション対象としたASM1、1995年にリンを含めたASM2、1999年にはより詳細なリンの分離シミュレーションを行うASM2d及び汎用的にモデルを修正していくためのASM3がそれぞれIWAから公表された。実施に当ってはASMを組み込んだ民間製の維持管理ソフトが広く利用されている。

## 窒素・りん除去への利用
活性汚泥は酸素を呼吸する好気性生物を主体にしているが、酸素が欠乏したときに別の物質を呼吸し代謝を行う（嫌気呼吸）能力を持つ細菌を選択的に増殖させることで、有害物質である無機窒素化合物を還元し、窒素ガスとする事が可能である。これを生物脱窒素法と呼ぶ。
また好気性微生物が酸素が欠乏状態から元の好気性状態に戻ると酸素欠乏状態で消費したエネルギーを蓄え戻そうとしてリンをアデノシン三リン酸（ATP）として過剰に摂取することを利用し、リンを分離する処理法もある。これらも活性汚泥法の一種であり、より高度な水処理を行うことが出来る。（参考：クエン酸回路）

## 馴養
有毒な物質を大量に与えると活性汚泥は活性を失い、時には死滅する。しかし少量ずつ次第に濃度を上げて与えることで、重金属やシアン、化学薬品などに耐性をもった活性汚泥が育つ事がある。これを馴養（じゅんよう）または馴致と呼び、特に工場排水処理で重要である。
活性汚泥中の生物相が変化し耐性菌が増殖するためで、場合によっては有毒物質を餌とする資化（しか）の能力を持つ菌種が得られる事もある。しかし生物種の多様性に劣り環境条件の変化に影響されやすいため、注意深い管理が必要となる。
有毒物質に限らず、ある組成の汚水を処理していた活性汚泥を、大きく異なる組成の汚水処理に使う場合は、程度の差はあるが馴養が必要となる。例えば排水の栄養バランスが偏っている場合に栄養剤としてメタノールを与える事があるが、その場合はまずメタノールに対する馴養が必要となる。

## 余剰汚泥
活性汚泥法により汚水浄化を行うと、除去した有機物の50%以上が微生物を含んだフロックとなり、余剰汚泥と呼ばれる汚泥を発生させる。日本における産業廃棄物の44.5％は余剰汚泥である。処分するためには脱水、焼却処分、運搬と多大なエネルギーが要される。